# Dof boomzonnetje
Dof boomzonnetje (Marchantiana asserigena) is een korstmossoort uit de familie Teloschistaceae. Het leeft in symbiose met de alg Trebouxioid. 

## Determinatie
Dof boomzonnetje is een korstvormig korstmos met een grijs thallus. De apotheciën zijn doforanje en meten 0,2 tot 0,4 mm. De apotheciën hebben een onregelmatige grijzige apotheciumrand.

## Verspreiding
Dof boomzonnetje is in Nederland zeldzaam.
Er zijn drie soorten boomzonnetjes uit Nederland bekend die ook een grijze thallusrand hebben, en daardoor met dof boomzonnetje verward kunnen
worden, namelijk:
- gewoon boomzonnetje (Athallia pyracea), in Oost-Nederland algemeen op o.a. populierentakken, verschilt door de grotere, meer oranje apotheciën die alleen jong een grijze thallusrand hebben.
- oranje boomzonnetje (Caloplaca cerina), op enkele locaties gevonden, heeft ook apotheciën met een grijze thallusrand, maar verschilt in de grotere, meer oranje apotheciën en de thallusrand is dikker en regelmatig.
- bruinrode citroenkorst (Caloplaca haematites), die rond 1850 in Nederland voorkwam, heeft een roodachtige schijf, maar grotere apotheciën met een dikkere grijze regelmatige thallusrand.